# Reprezentacja Finlandii w piłce siatkowej kobiet
Reprezentacja Finlandii w piłce siatkowej kobiet – narodowa reprezentacja tego kraju, reprezentująca go na arenie międzynarodowej.
Największym sukcesem reprezentantek Finlandii było wywalczenie 12. miejsca Mistrzostw Europy na turnieju w 1977 i 1989.
Ponadto Finki raz brały udział w Mistrzostwach Świata, gdzie w 1978 wywalczyły 21 miejsce.

## Udział w imprezach międzynarodowych

### Mistrzostwa Świata
| Rok  | Kraj             | Miejsce      |
| ---- | ---------------- | ------------ |
| 1952 | ZSRR             | brak udziału |
| 1956 | Francja          | brak udziału |
| 1960 | Brazylia         | brak udziału |
| 1962 | ZSRR             | brak udziału |
| 1967 | Japonia          | brak udziału |
| 1970 | Bułgaria         | brak udziału |
| 1974 | Meksyk           | brak udziału |
| 1978 | ZSRR             | 21. miejsce  |
| 1982 | Peru             | brak udziału |
| 1986 | Czechosłowacja   | brak udziału |
| 1990 | Chiny            | brak udziału |
| 1994 | Brazylia         | brak udziału |
| 1998 | Japonia          | brak udziału |
| 2002 | Niemcy           | brak udziału |
| 2006 | Japonia          | brak udziału |
| 2010 | Japonia          | brak udziału |
| 2014 | Włochy           | brak udziału |
| 2018 | Japonia          | brak udziału |
| 2022 | Holandia/ Polska | brak udziału |

### Mistrzostwa Europy
| Rok  | Kraj                                 | Miejsce      |
| ---- | ------------------------------------ | ------------ |
| 1949 | Czechosłowacja                       | brak udziału |
| 1950 | Bułgaria                             | brak udziału |
| 1951 | Francja                              | brak udziału |
| 1955 | Rumunia                              | brak udziału |
| 1958 | Czechosłowacja                       | brak udziału |
| 1963 | Rumunia                              | brak udziału |
| 1967 | Turcja                               | brak udziału |
| 1971 | Włochy                               | brak udziału |
| 1975 | Jugosławia                           | brak udziału |
| 1977 | Finlandia                            | 12. miejsce  |
| 1979 | Francja                              | brak udziału |
| 1981 | Bułgaria                             | brak udziału |
| 1983 | NRD                                  | brak udziału |
| 1985 | Holandia                             | brak udziału |
| 1987 | Belgia                               | brak udziału |
| 1989 | Niemcy                               | 12. miejsce  |
| 1991 | Włochy                               | brak udziału |
| 1993 | Czechy                               | brak udziału |
| 1995 | Holandia                             | brak udziału |
| 1997 | Czechy                               | brak udziału |
| 1999 | Włochy                               | brak udziału |
| 2001 | Bułgaria                             | brak udziału |
| 2003 | Turcja                               | brak udziału |
| 2005 | Chorwacja                            | brak udziału |
| 2007 | Belgia/ Luksemburg                   | brak udziału |
| 2009 | Polska                               | brak udziału |
| 2011 | Serbia/ Włochy                       | brak udziału |
| 2013 | Niemcy/ Szwajcaria                   | brak udziału |
| 2015 | Belgia/ Holandia                     | brak udziału |
| 2017 | Gruzja/ Azerbejdżan                  | brak udziału |
| 2019 | Polska/ Słowacja/ Turcja/ Węgry      | brak udziału |
| 2021 | Serbia/ Bułgaria/ Chorwacja/ Rumunia | 18. miejsce  |